# Česko na Eurovision Song Contest 2022
Česko se zúčastnilo 66. ročníku hudební soutěže Eurovision Song Contest 2022 v italském Turíně. Národní finále organizovala veřejnoprávní Česká televize. Reprezentantem země se 16. prosince 2021 stala skupina We Are Domi s písní „Lights Off“.

## Před Eurovizí
Interpreti měli možnost zaregistrovat své písně od 16. do 30. září 2021. Každý interpret mohl zaslat více písní, každá z nich ale nesměla být veřejně publikována před 1. zářím 2021. Podmínkou také bylo, že zpěvák (nebo hlavní zpěvák, pokud se jedná o skupinu) musí mít české občanství. Celkem bylo zaregistrováno přes 150 písní od desítek autorů z Česka i dalších států. Do 20. října 2021 probíhal interní výběr, nejpozději v tento termínu byli vybraní interpreti kontaktováni a požádání o potvrzení zájmu účastnit se finále. Členy poroty jsou v roce 2021 nově také americká skladatelka a evropský producent a interpret. Identita poroty bude odhalena až po vybrání finalistů, aby nemohlo dojít k ovlivnění jednotlivých členů. K představení finalistů a jejich skladeb došlo 6. prosince 2021. O den později bylo zahájeno hlasování, které trvalo do 15. prosince. Konečné výsledky byly veřejnosti představeny následující den.
V roce 2021 neměly finálové písně vlastní soutěžní videoklipy. Ve studiích České televize interpreti natočili svá živá vystoupení, která byla použita téměř bez postprodukčních úprav a na základě kterých se diváci a porota mohli rozhodnou, pro koho hlasovat. Výsledek určili diváci a mezinárodní porota v poměru 50–50, přičemž diváci byli navíc rozděleni napůl na domácí a mezinárodní. Hlasovalo se online formou.

### Finalisté
Mezinárodní porotu tvořilo 12 členů:
- Victor Crone – reprezentant Estonska na Eurovizi v roce 2019
- Tix – reprezentant Norska na Eurovizi v roce 2021
- Maraaya – reprezentanti Slovinska na Eurovizi v roce 2015
- The Black Mamba – reprezentanti Portugalska na Eurovizi v roce 2021
- Manizha – reprezentantka Ruska na Eurovizi v roce 2021
- Blind Channel – reprezentanti Finska na Eurovizi v roce 2021
- Go A – reprezentanti Ukrajiny na Eurovizi v roce 2021
- Daði Freyr – reprezentant Islandu na Eurovizi v roce 2021
- Gjon's Tears – reprezentant Švýcarska na Eurovizi v roce 2021
- Jay Aston – reprezentant Velké Británie na Eurovizi v roce 1981
- Paul Harrington – reprezentant Irska na Eurovizi v roce 1994
- Charlie McGettigan – reprezentant Irska na Eurovizi v roce 1994

| Umělec                    | Skladba                  | Skladatelé                                                                              | Porotci | Porotci | Body veřejnosti | Body veřejnosti | Bodů celkem | Umístění |
| Umělec                    | Skladba                  | Skladatelé                                                                              | Celkem  | Body    | Česko           | Svět            | Bodů celkem | Umístění |
| ------------------------- | ------------------------ | --------------------------------------------------------------------------------------- | ------- | ------- | --------------- | --------------- | ----------- | -------- |
| We Are Domi               | „Lights Off“             | Einar Eriksen Kvaløy, Abi F Jones, Dominika Hašková, Casper Hatlestad, Benjamin Rekstad | 120     | 12      | 3               | 6               | 21          | 1.       |
| Elis Mraz                 | „Imma Be“                | Elis Mraz                                                                               | 92      | 10      | 5               | 2               | 17          | 2.       |
| GIUDI                     | „Jezinky“                | Amelie Siba, Jitka Martiriggiano, Joshua Banwell                                        | 69      | 6       | 4               | 5               | 15          | 3.       |
| Jordan Haj & Emma Smetana | „By Now“                 | Jordan Haj                                                                              | 49      | 3       | 6               | 3               | 12          | 4.       |
| Skywalker                 | „Way Down“               | Damian Kučera, David Machalický, Jan Kučera, Lucas Woodland, Tomáš Rothschedl           | 69      | 6       | 2               | 4               | 12          | 4.       |
| Annabelle                 | „Runnin‘ Out of F* Time“ | Annabelle, Marcel Procházka, Ondřej Fiedler, Tom Oehler                                 | 84      | 8       | 1,5             | 1,5             | 11          | 5.       |
| The Valentines            | „Stay or Go“             | Jan Doležal                                                                             | 57      | 4       | 1               | 1               | 6           | 6.       |

| Pořadí | Píseň                    | EST | NOR | SVN | POR | RUS | FIN | UKR | ISL | SUI | UK | IRL1 | IRL2 | Total |
| ------ | ------------------------ | --- | --- | --- | --- | --- | --- | --- | --- | --- | -- | ---- | ---- | ----- |
| 1      | „Lights Off“             | 12  | 12  | 4   | 12  | 10  | 4   | 12  | 12  | 12  | 10 | 10   | 10   | 120   |
| 2      | „Jezinky“                | 2   | 8   | 2   | 3   | 4   | 12  | 6   | 10  | 10  | 2  | 8    | 2    | 69    |
| 3      | „Runnin' Out of F* Time“ | 6   | 2   | 10  | 8   | 3   | 6   | 10  | 3   | 8   | 12 | 12   | 4    | 84    |
| 4      | „Imma Be“                | 8   | 10  | 12  | 6   | 12  | 10  | 4   | 4   | 6   | 8  | 6    | 6    | 92    |
| 5      | „Stay or Go“             | 10  | 4   | 6   | 2   | 2   | 3   | 3   | 6   | 3   | 3  | 3    | 12   | 57    |
| 6      | „By Now“                 | 4   | 6   | 3   | 4   | 6   | 2   | 2   | 2   | 2   | 6  | 4    | 8    | 49    |
| 7      | „Way Down“               | 3   | 3   | 8   | 10  | 8   | 8   | 8   | 8   | 4   | 4  | 2    | 3    | 69    |

## Eurovize

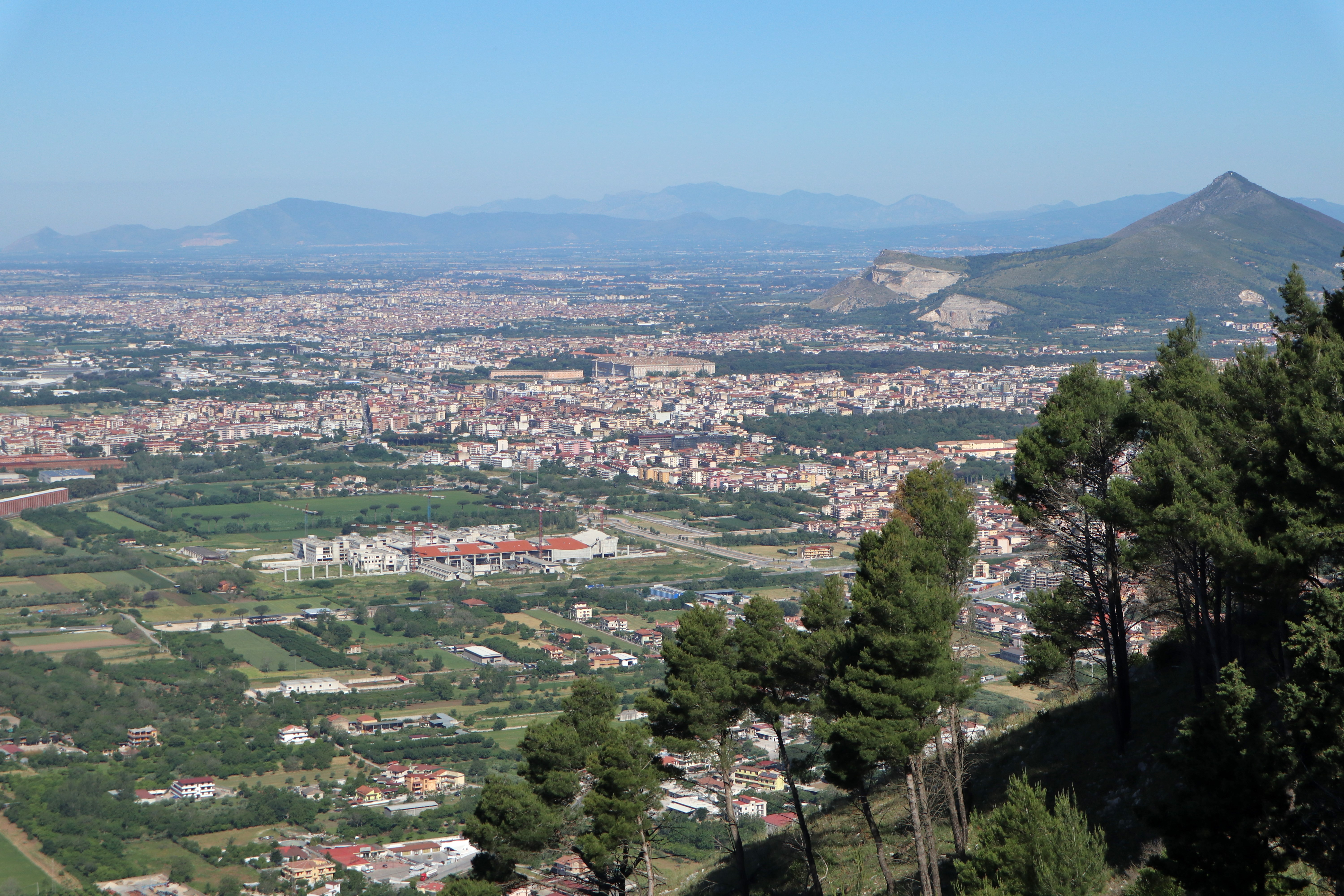
Město Caserta v Kampánii, kde se natáčela pohlednice skupiny We Are Domi.

Eurovize se konala 10. až 14. května 2022 v italském Turíně. První semifinále proběhlo 10. května, druhé 12. května a finále 14. května. Celkem se ročníku zúčastnilo 40 států. Skupina We Are Domi vystoupila jako 18., poslední, ve 2. semifinále. Poté, co se probojovali do finále, si vylosovali účinkování v první polovině večera, producenti následně rozhodli, že celý večer odstartují.

### Body pro Česko
| Skóre   | Diváci                                                | Porota                                                        |
| ------- | ----------------------------------------------------- | ------------------------------------------------------------- |
| 12 bodů |                                                       |                                                               |
| 10 bodů | Izrael • Španělsko                                    | Irsko • Spojené království                                    |
| 8 bodů  | Estonsko • Irsko • Polsko • Spojené království        | Polsko • Rumunsko                                             |
| 7 bodů  | Austrálie • Finsko • Srbsko                           | Estonsko • Malta                                              |
| 6 bodů  | • Severní Makedonie • Rumunsko • San Marino • Švédsko | Ázerbájdžán • Gruzie • Finsko • Izrael • San Marino • Švédsko |
| 5 bodů  | Belgie • Kypr                                         |                                                               |
| 4 body  | Gruzie • Černá Hora                                   | Belgie • Kypr • Srbsko                                        |
| 3 body  |                                                       |                                                               |
| 2 body  | Ázerbájdžán • Malta                                   | Austrálie • Černá Hora                                        |
| 1 bod   |                                                       |                                                               |

| Skóre   | Diváci            | Porota                              |
| ------- | ----------------- | ----------------------------------- |
| 12 bodů |                   |                                     |
| 10 bodů |                   |                                     |
| 8 bodů  |                   |                                     |
| 7 bodů  |                   | Irsko                               |
| 6 bodů  |                   |                                     |
| 5 bodů  | Severní Makedonie | Švédsko                             |
| 4 body  |                   | Austrálie                           |
| 3 body  |                   | Malta • Srbsko                      |
| 2 body  |                   | • Řecko • Francie • Island • Izrael |
| 1 bod   |                   | Ukrajina                            |

### Body udělené Českem
| Skóre   | Diváci            | Porota            |
| ------- | ----------------- | ----------------- |
| 12 bodů | Srbsko            | Švédsko           |
| 10 bodů | Finsko            | Severní Makedonie |
| 8 bodů  | Estonsko          | Austrálie         |
| 7 bodů  | Polsko            | Estonsko          |
| 6 bodů  | Švédsko           | Belgie            |
| 5 bodů  | Austrálie         | Gruzie            |
| 4 body  | Rumunsko          | Ázerbájdžán       |
| 3 body  | Izrael            | Polsko            |
| 2 body  | Severní Makedonie | Finsko            |
| 1 bod   | Irsko             | Malta             |

| Skóre   | Diváci             | Porota             |
| ------- | ------------------ | ------------------ |
| 12 bodů | Ukrajina           | Spojené království |
| 10 bodů | Srbsko             | Švédsko            |
| 8 bodů  | Moldavsko          | Estonsko           |
| 7 bodů  | Polsko             | Španělsko          |
| 6 bodů  | Španělsko          | Švýcarsko          |
| 5 bodů  | Švédsko            | Portugalsko        |
| 4 body  | Estonsko           | Ukrajina           |
| 3 body  | Norsko             | Řecko              |
| 2 body  | Spojené království | Norsko             |
| 1 bod   | Finsko             | Austrálie          |

### Detailní výsledky
Českou porotu tvořili následující členové:
- Annabelle – zpěvačka a účastnice národního výběru v roce 2022
- Jan Vávra – producent
- Marcell – zpěvák a skladatel
- Marta Říhová – muzikant
- Ondřej Fiedler – skladatel a producent

| Pořadí | Země              | Porota    | Porota    | Porota    | Porota    | Porota    | Porota | Porota | Diváci | Diváci |
| Pořadí | Země              | Porotce 1 | Porotce 2 | Porotce 3 | Porotce 4 | Porotce 5 | Průměr | Body   | Pořadí | Body   |
| ------ | ----------------- | --------- | --------- | --------- | --------- | --------- | ------ | ------ | ------ | ------ |
| 01     | Finsko            | 16        | 10        | 12        | 10        | 3         | 9      | 2      | 2      | 10     |
| 02     | Izrael            | 15        | 9         | 9         | 12        | 12        | 12     |        | 8      | 3      |
| 03     | Srbsko            | 14        | 16        | 14        | 14        | 11        | 14     |        | 1      | 12     |
| 04     | Ázerbájdžán       | 4         | 8         | 7         | 8         | 10        | 7      | 4      | 15     |        |
| 05     | Gruzie            | 5         | 7         | 6         | 6         | 9         | 6      | 5      | 11     |        |
| 06     | Malta             | 10        | 11        | 11        | 11        | 5         | 10     | 1      | 14     |        |
| 07     | San Marino        | 17        | 17        | 15        | 17        | 13        | 17     |        | 16     |        |
| 08     | Austrálie         | 6         | 3         | 5         | 3         | 2         | 3      | 8      | 6      | 5      |
| 09     | Kypr              | 11        | 15        | 10        | 16        | 15        | 13     |        | 12     |        |
| 10     | Irsko             | 7         | 13        | 13        | 9         | 14        | 11     |        | 10     | 1      |
| 11     | Severní Makedonie | 2         | 2         | 2         | 2         | 4         | 2      | 10     | 9      | 2      |
| 12     | Estonsko          | 3         | 4         | 3         | 4         | 6         | 4      | 7      | 3      | 8      |
| 13     | Rumunsko          | 13        | 14        | 16        | 15        | 17        | 16     |        | 7      | 4      |
| 14     | Polsko            | 9         | 5         | 8         | 7         | 8         | 8      | 3      | 4      | 7      |
| 15     | Černá Hora        | 12        | 12        | 17        | 13        | 16        | 15     |        | 17     |        |
| 16     | Belgie            | 8         | 6         | 4         | 5         | 7         | 5      | 6      | 13     |        |
| 17     | Švédsko           | 1         | 1         | 1         | 1         | 1         | 1      | 12     | 5      | 6      |
| 18     | Česko             |           |           |           |           |           |        |        |        |        |

| Pořadí | Země               | Porota    | Porota    | Porota    | Porota    | Porota    | Porota | Porota | Diváci | Diváci |
| Pořadí | Země               | Porotce 1 | Porotce 2 | Porotce 3 | Porotce 4 | Porotce 5 | Průměr | Body   | Pořadí | Body   |
| ------ | ------------------ | --------- | --------- | --------- | --------- | --------- | ------ | ------ | ------ | ------ |
| 01     | Česko              |           |           |           |           |           |        |        |        |        |
| 02     | Rumunsko           | 21        | 20        | 23        | 21        | 21        | 22     |        | 21     |        |
| 03     | Portugalsko        | 6         | 4         | 3         | 6         | 16        | 6      | 5      | 20     |        |
| 04     | Finsko             | 23        | 21        | 19        | 17        | 10        | 18     |        | 10     | 1      |
| 05     | Švýcarsko          | 4         | 3         | 8         | 4         | 12        | 5      | 6      | 24     |        |
| 06     | Francie            | 22        | 23        | 22        | 19        | 23        | 23     |        | 14     |        |
| 07     | Norsko             | 20        | 16        | 11        | 3         | 9         | 9      | 2      | 8      | 3      |
| 08     | Arménie            | 15        | 15        | 9         | 12        | 15        | 15     |        | 11     |        |
| 09     | Itálie             | 11        | 12        | 15        | 10        | 18        | 14     |        | 15     |        |
| 10     | Španělsko          | 5         | 7         | 5         | 7         | 3         | 4      | 7      | 5      | 6      |
| 11     | Nizozemsko         | 8         | 10        | 13        | 11        | 14        | 11     |        | 12     |        |
| 12     | Ukrajina           | 7         | 9         | 4         | 8         | 8         | 7      | 4      | 1      | 12     |
| 13     | Německo            | 12        | 18        | 12        | 20        | 13        | 16     |        | 17     |        |
| 14     | Litva              | 19        | 19        | 21        | 24        | 19        | 21     |        | 13     |        |
| 15     | Ázerbájdžán        | 14        | 14        | 18        | 16        | 5         | 12     |        | 18     |        |
| 16     | Belgie             | 10        | 8         | 10        | 15        | 20        | 13     |        | 22     |        |
| 17     | Řecko              | 9         | 11        | 7         | 5         | 7         | 8      | 3      | 19     |        |
| 18     | Island             | 18        | 18        | 17        | 22        | 22        | 20     |        | 23     |        |
| 19     | Moldavsko          | 24        | 24        | 24        | 23        | 24        | 24     |        | 3      | 8      |
| 20     | Švédsko            | 2         | 1         | 2         | 2         | 1         | 2      | 10     | 6      | 5      |
| 21     | Austrálie          | 13        | 6         | 14        | 14        | 6         | 10     | 1      | 16     |        |
| 22     | Spojené království | 1         | 2         | 1         | 1         | 2         | 1      | 12     | 9      | 2      |
| 23     | Polsko             | 17        | 13        | 16        | 13        | 17        | 17     |        | 4      | 7      |
| 24     | Srbsko             | 16        | 22        | 20        | 18        | 11        | 19     |        | 2      | 10     |
| 25     | Estonsko           | 3         | 5         | 6         | 9         | 4         | 3      | 8      | 7      | 4      |